# 提洛伯國
提洛伯國（德語：Grafschaft Tirol），也稱作提洛親王伯國，是神聖羅馬帝國的帝國政治體，大約在1140年成立。1804年至1919年，是奧地利帝國和奧匈帝國奧地利部分的領土。1919年，伯國分成奧地利的提洛邦和義大利的南提洛。
第一次世界大戰後奧匈帝國戰敗被解體，南提洛劃歸義大利，南提洛至今仍以德語居民居多。

## 外部連結
- 维基共享资源上的相關多媒體資源：提洛伯國